# Claudia Pérez Villalba
Claudia Pérez Villalba (Estado de México) es una deportista mexicana que compite en tenis de mesa adaptado. Es parte de la delegación mexicana en los Juegos Paralímpicos de Tokio 2020.

## Trayectoria
Al ser usuaria de silla de ruedas, derivado del padecimiento artritis reumatoide, entró en una depresión muy fuerte, en terapia psicológica se le recomendó hacer algún deporte como terapia ocupacional, así fue como llegó al tenis de mesa, no sin antes practicar basquetbol y danza en silla de ruedas.

### Palmarés internacional
| Medallas | Medallas         | Medallas                 | Medallas       | Medallas  |
| Año      | Lugar            | Competencia              | Medalla        | Categoría |
| -------- | ---------------- | ------------------------ | -------------- | --------- |
| 2019     | Lima (Perú)      | Juegos Parapanamericanos | Medalla de oro | TT7       |
| 2023     | Santiago (Chile) | Juegos Parapanamericanos | Medalla de oro | 6-7       |